# João Miguel da Cunha Teixeira
João Miguel da Cunha Teixeira (mer känd som Moreno), född 19 augusti 1981 i Guimarães, är en portugisisk fotbollsspelare som sedan 2012 spelar i den portugisiska klubben Vitória Guimarães. Hans främsta position är som defensiv mittfältare men han kan också spela som försvarare.
Moreno började spela senior fotboll för amatörklubben Amigos Urgezes. Ett år senare, år 2000, värvades han till division två klubben FC Felgueiras. Men där spelade han ingen match och han tog klivet ner till den semi-professionella klubben Macedo Cavaleiros. Där spelade han heller inga matcher och han värvades sedan till Caçadores Taipas i samma liga. År 2004 värvades han av det professionella laget Vitória Guimarães.
Efter sex år i klubben värvades han till den engelska klubben Leicester City av landsmannen Paulo Sousa, Leicesters tränare.